# Llama (Chota)
Llama es una ciudad del norte del Perú, capital del Distrito de Llama (Provincia de Chota, Departamento de Cajamarca), ubicada a una altitud de 2.095 msm en la parte occidental de la Cordillera de los Andes, entre las coordenadas 6° 30' 42" de latitud Sur y a 49° 06' 57" de longitud Oeste; a 120 Kilómetros de distancia desde la ciudad de Chiclayo, y a 900 kilómetros de la ciudad de Lima.
Llama está rodeada por cumbres de esta cordillera, entre los cuales tenemos al cerro de Aunque con 3,250 metros de altura, Llipta con 2,950 metros de altura, y Ocshawilca con 3,600 metros de altura.
La ley N.º 10008 del 13 de noviembre de 1944, sancionada durante el gobierno de Manuel Prado Ugarteche, eleva a la villa de Llama a la categoría de ciudad.

## Autoridades

### Municipales
- 2011-2014[2]
  - Alcalde: Marco Antonio Verástegui Díaz, del Movimiento Tierra y Libertad (TyL).
  - Regidores: Walter Orlando Rioja Samamé (TyL), Luz Emerita Chávez Bravo (TyL), Manuel Rosendo Salazar Cabrejo (TyL), José Remigio Vera Mendoza (TyL), Juan Montenegro Lescano (Compromiso Campesino).

### Religiosas
- Párroco: